# Соколово (Одесская область)
Соколово (укр. Соколове) — село, относится к Ивановскому району Одесской области Украины.
Население по переписи 2001 года составляло 129 человек. Почтовый индекс — 67222. Телефонный код — 4854. Занимает площадь 3,173 км². Код КОАТУУ — 5121881407.

## Местный совет
67221, Одесская обл., Ивановский р-н, с. Калиновка, ул. 30-летия Победы, 8